# Certeza del derecho
La certeza del derecho es la previsibilidad del ciudadano de las consecuencias jurídicas infalibles de sus propios actos y de sus acciones. Es aquello que, en palabras de Cesare Beccaria, permite que el sujeto pueda «juzgar por sí mismo cuál será el éxito de su libertad». La mezcla entre lex certa y libertad no era, por tanto, desconocida para el pensamiento ilustrado. La libertad se hacía consciente y claramente proyectada a través de la ley; la ley servía para autorregular la libertad del individuo.
En el derecho continental la certeza del derecho desde la óptica cognoscitiva se obtiene, entre otras, en virtud de la publicidad de las normas y del principio de legalidad, de seguridad jurídica y del sistema de fuentes del derecho debidamente legitimado; desde la óptica aplicativa en los tribunales de justicia, la certeza se alcanza mediante la institución de la res iudicata (cosa juzgada, o caso juzgado). 
En el derecho anglosajón, en cambio, en lo que a la aplicación práctica del derecho en los tribunales de justicia se refiere, la certeza del derecho se alcanza mediante el instituto o principio del stare decisis (los jueces aplicarán la misma solución jurídica al mismo supuesto de hecho que cuente con precedentes), de modo que apartarse de esa línea tiene que quedar debidamente justificado y fundamentado.